# گرین هیون (مریلند)
گرین هیون (به انگلیسی: Green Haven) یک منطقهٔ مسکونی در ایالات متحده آمریکا است که در شهرستان آنا آروندل، مریلند واقع شده‌است. گرین هیون ۸٫۷ کیلومتر مربع مساحت و ۱۷٬۴۱۵ نفر جمعیت دارد و ۱۵ متر بالاتر از سطح دریا واقع شده‌است.